# 稲野駅
稲野駅（いなのえき）は、兵庫県伊丹市稲野町一丁目にある、阪急電鉄伊丹線の駅。駅番号はHK-18。
開業前の仮の駅名は「伊丹口」だった。

## 歴史
- 1921年（大正10年）5月10日：阪神急行電鉄（のちの阪急電鉄）伊丹線の塚口駅 - 伊丹駅間に新設開業[3]。
- 1995年（平成7年）
  - 1月17日：阪神・淡路大震災で伊丹駅が被災し、全線が運休となる。
  - 1月21日：塚口駅 - 新伊丹駅間が復旧。
- 2013年（平成25年）12月21日：駅ナンバリング導入。

## 駅構造
相対式ホーム2面2線を有する地上駅である。分岐器や絶対信号機を持たないため、停留所に分類される。
駅舎・改札口は各ホーム毎に駅の南端（塚口寄り）にある。改札内で各ホーム間を連絡する跨線橋などは設置されていないため、反対側のホームへは、駅舎に隣接する改札外の踏切を経由することになる。
なお、1980年代半ばまでは構内踏切が設置されていたが、阪急電鉄の方針により乗客用の構内踏切は撤去された。このため誤って入場した場合は駅員に申し出て出場することになるが、塚口方面ホームの改札口は駅員が配置されていないので、改札付近にあるインターホンで駅員を呼び出す必要がある。
トイレは伊丹方面ホームの改札口付近にあり、塚口方面ホームには待合室と清涼飲料水などの自動販売機が設置されている。
2007年には両ホームとも改札口付近の工事が実施され、スロープとトイレが改装された。なお、伊丹行きの改札口には団体客用の臨時出入口があったが、長年使用されずに放置されていた。現在のトイレは、この出入口を撤去した場所に移設されたものである。

### のりば
| 号線 | 路線    | 方向 | 行先                                 |
| ---- | ------- | ---- | ------------------------------------ |
| 1    | ■伊丹線 | 下り | 伊丹・新伊丹方面                     |
| 2    | ■伊丹線 | 上り | 塚口・大阪梅田・神戸・京都・宝塚方面 |

※実際には構内にのりば番号表記はないが、スマートフォン向けアプリ「阪急沿線ナビ TOKKアプリ」の発車案内機能では、伊丹方面が1号線、塚口方面が2号線と表示されている。

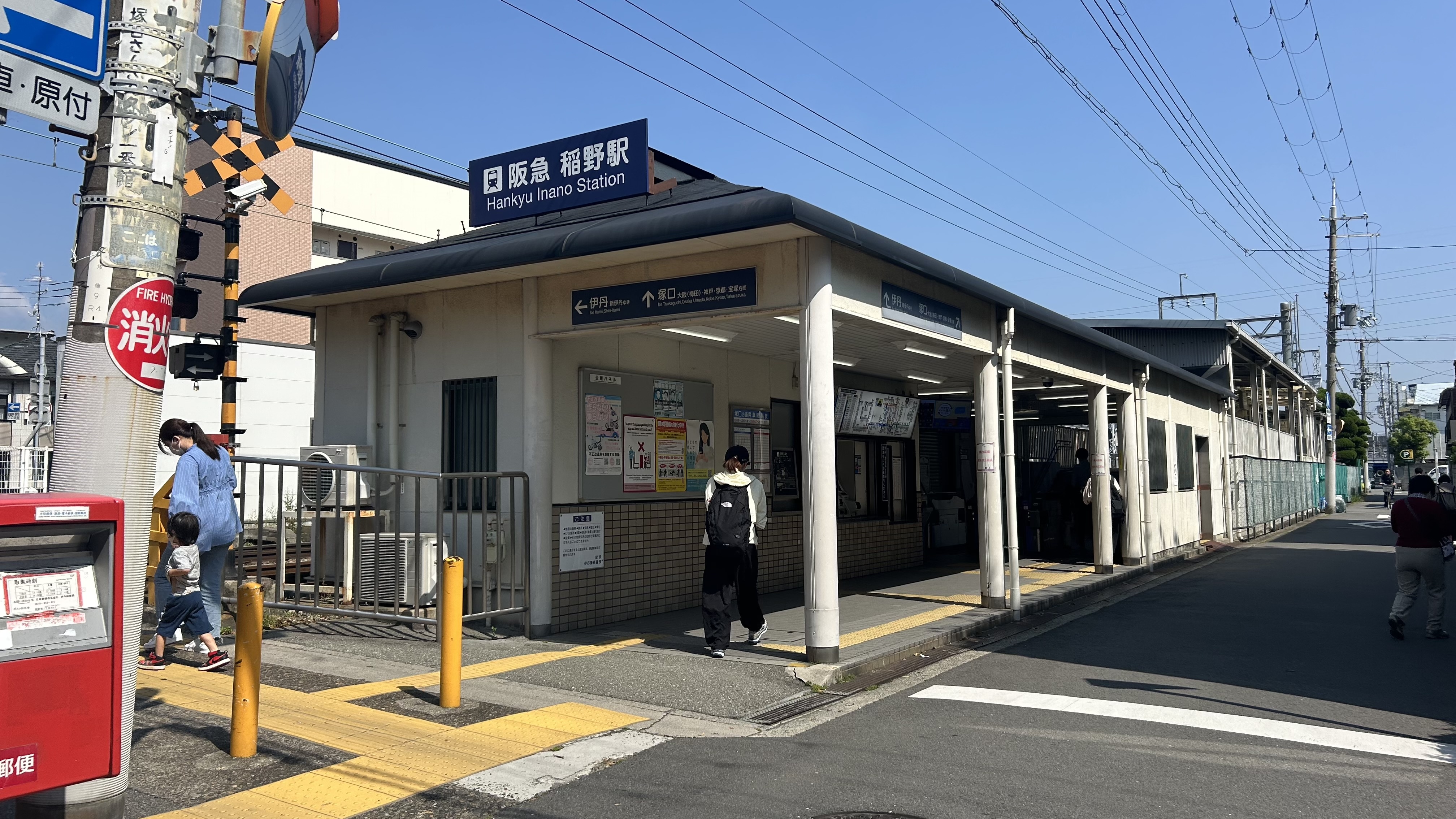
駅舎（塚口方面）
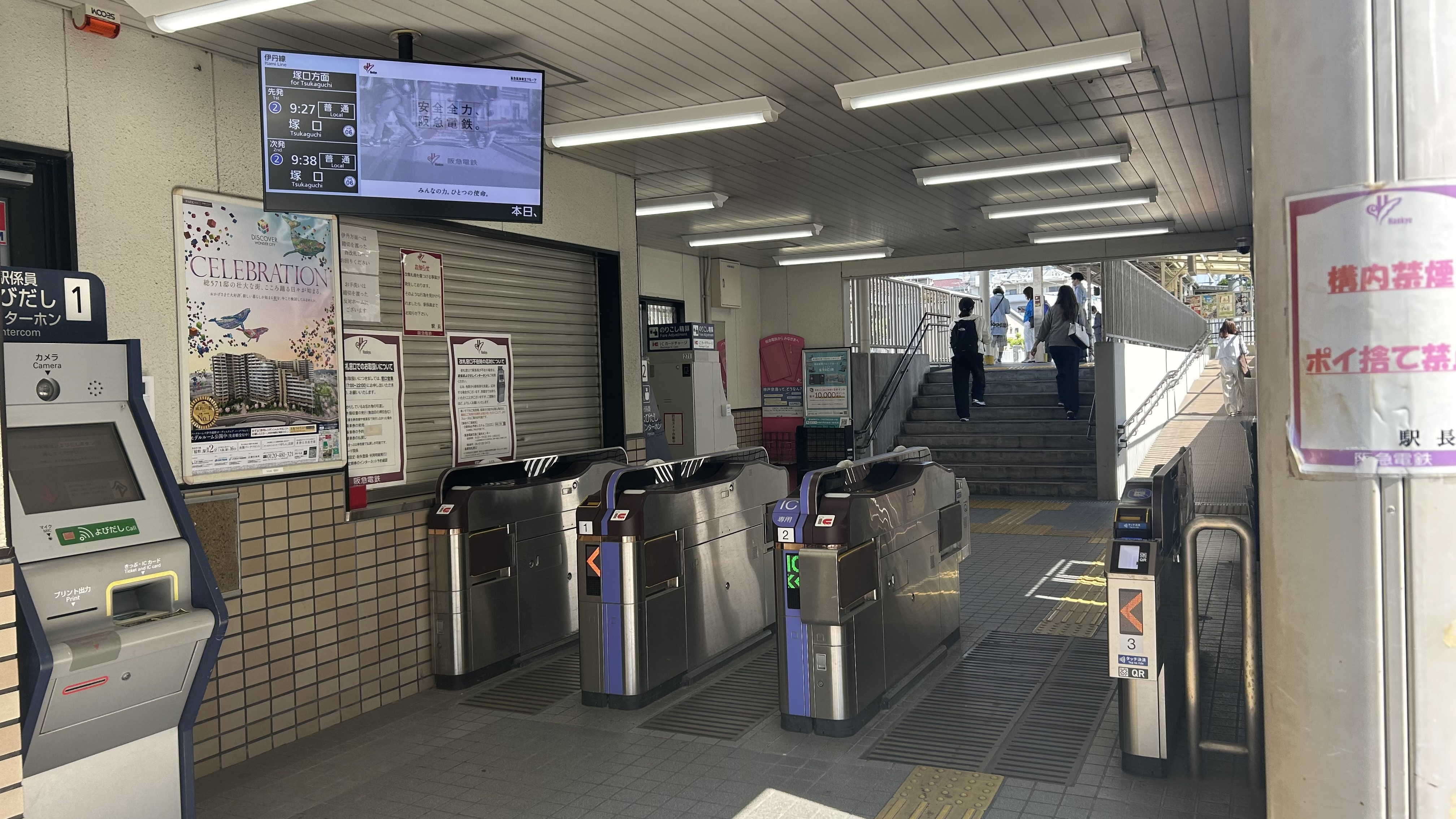
東改札口
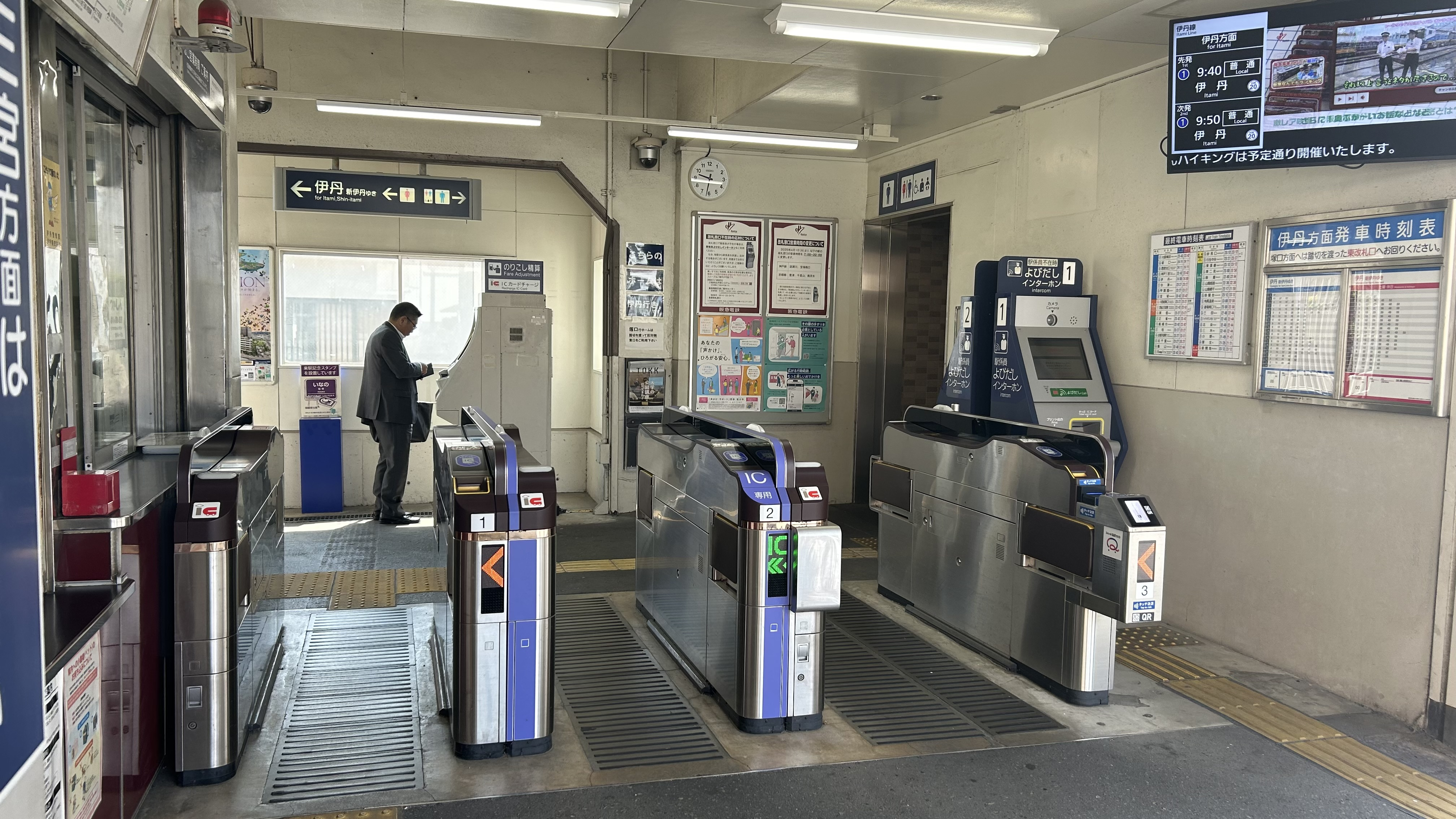
西改札口
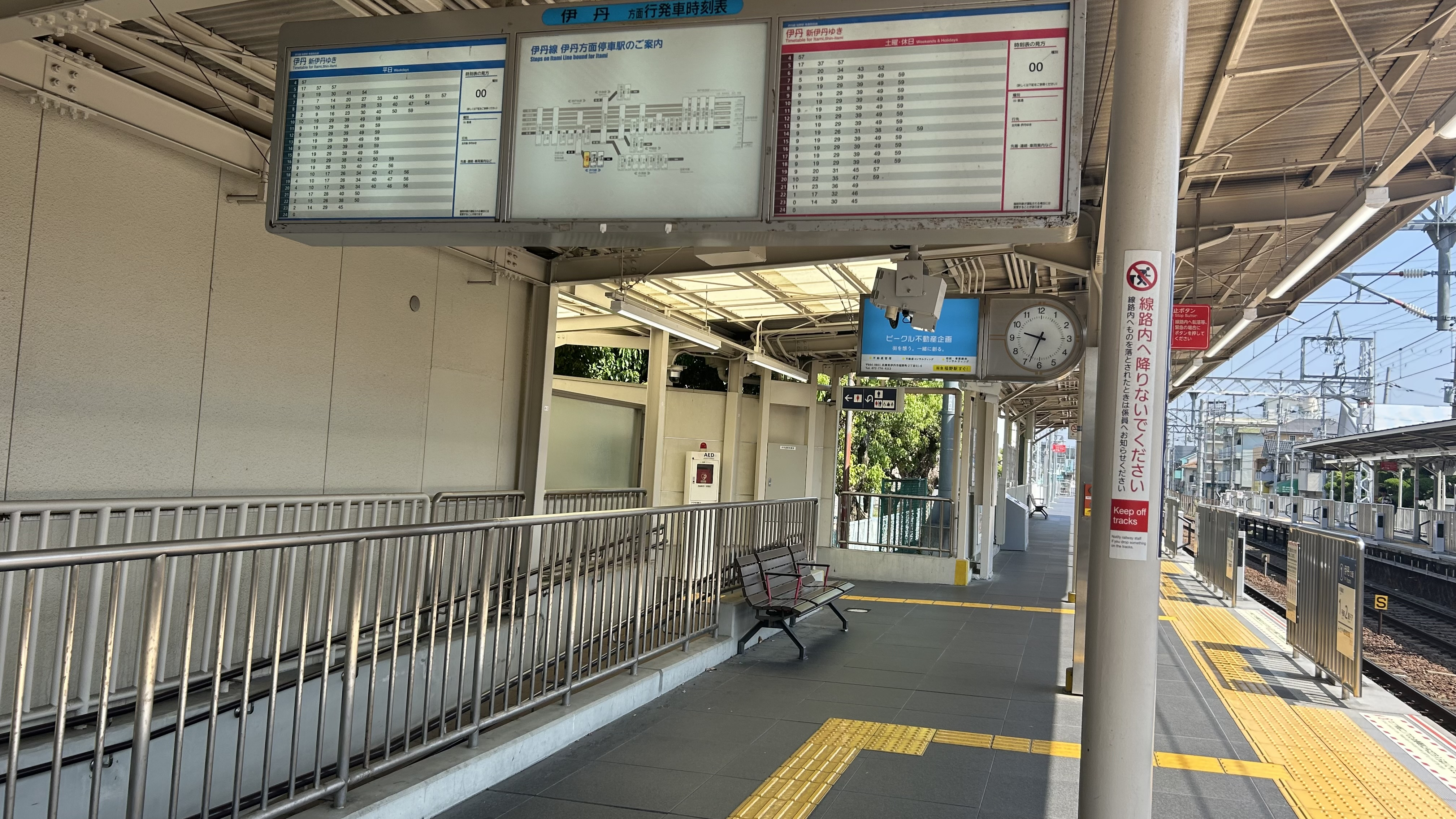
伊丹方面ホーム
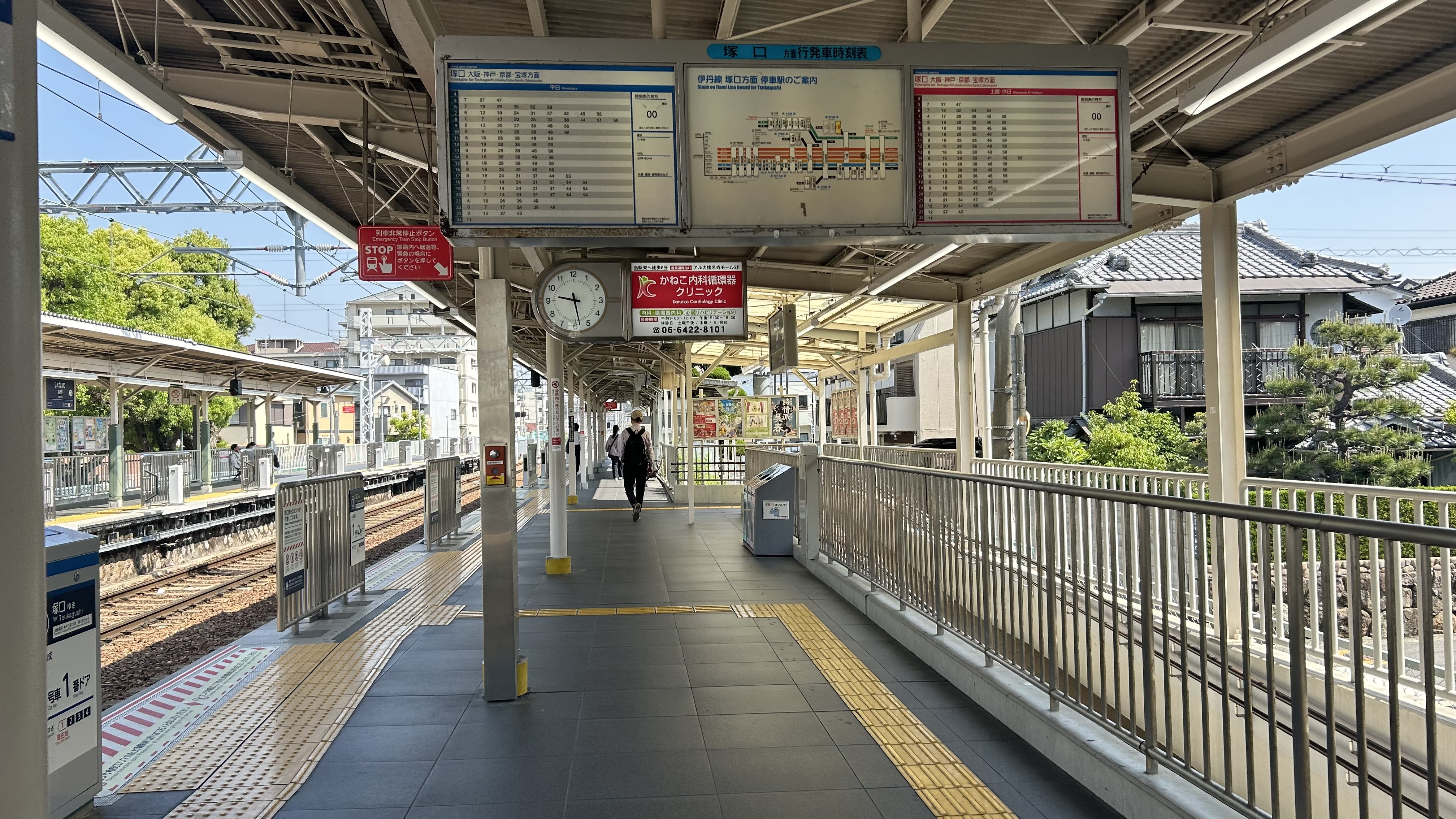
塚口方面ホーム
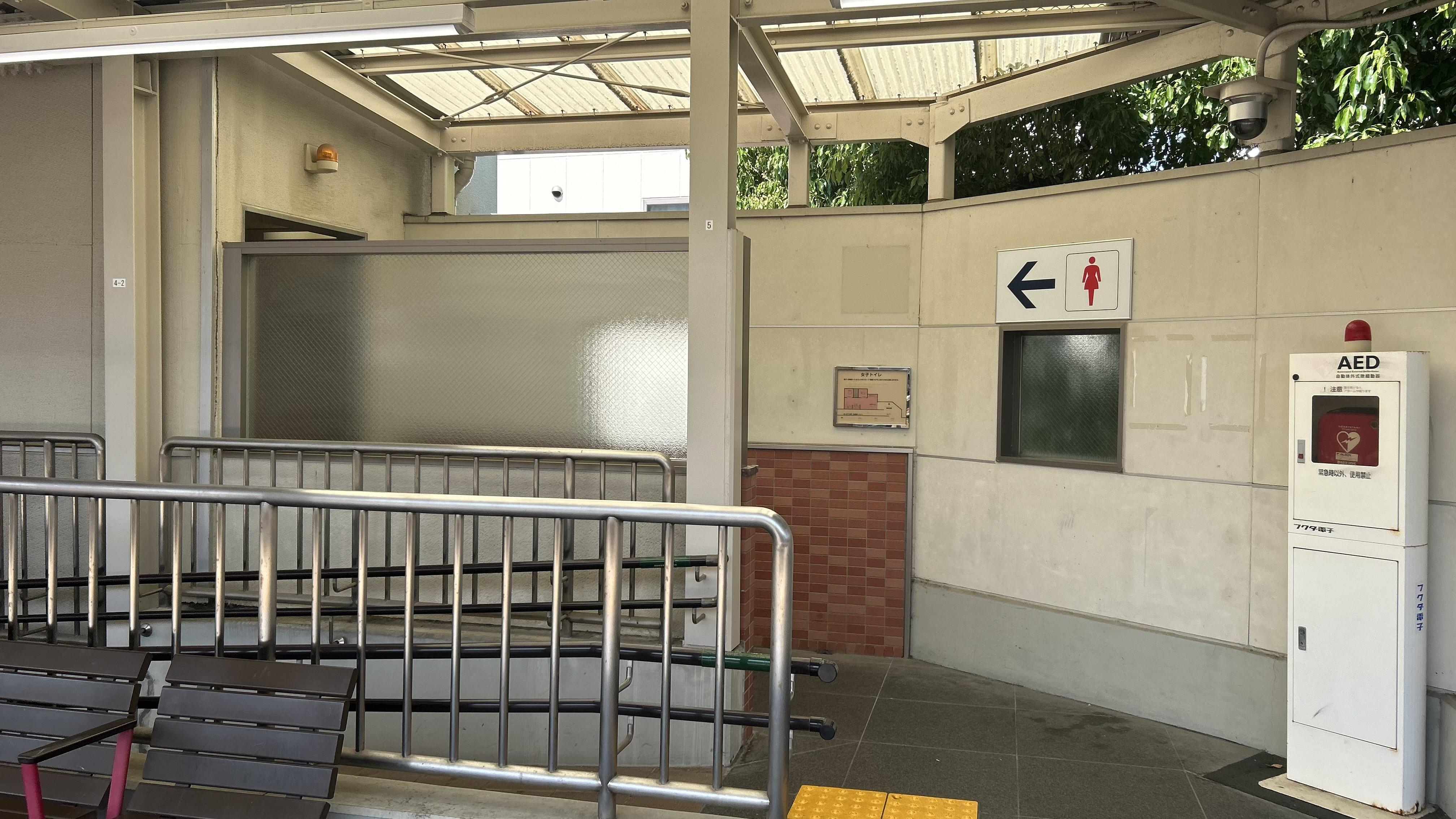
トイレ
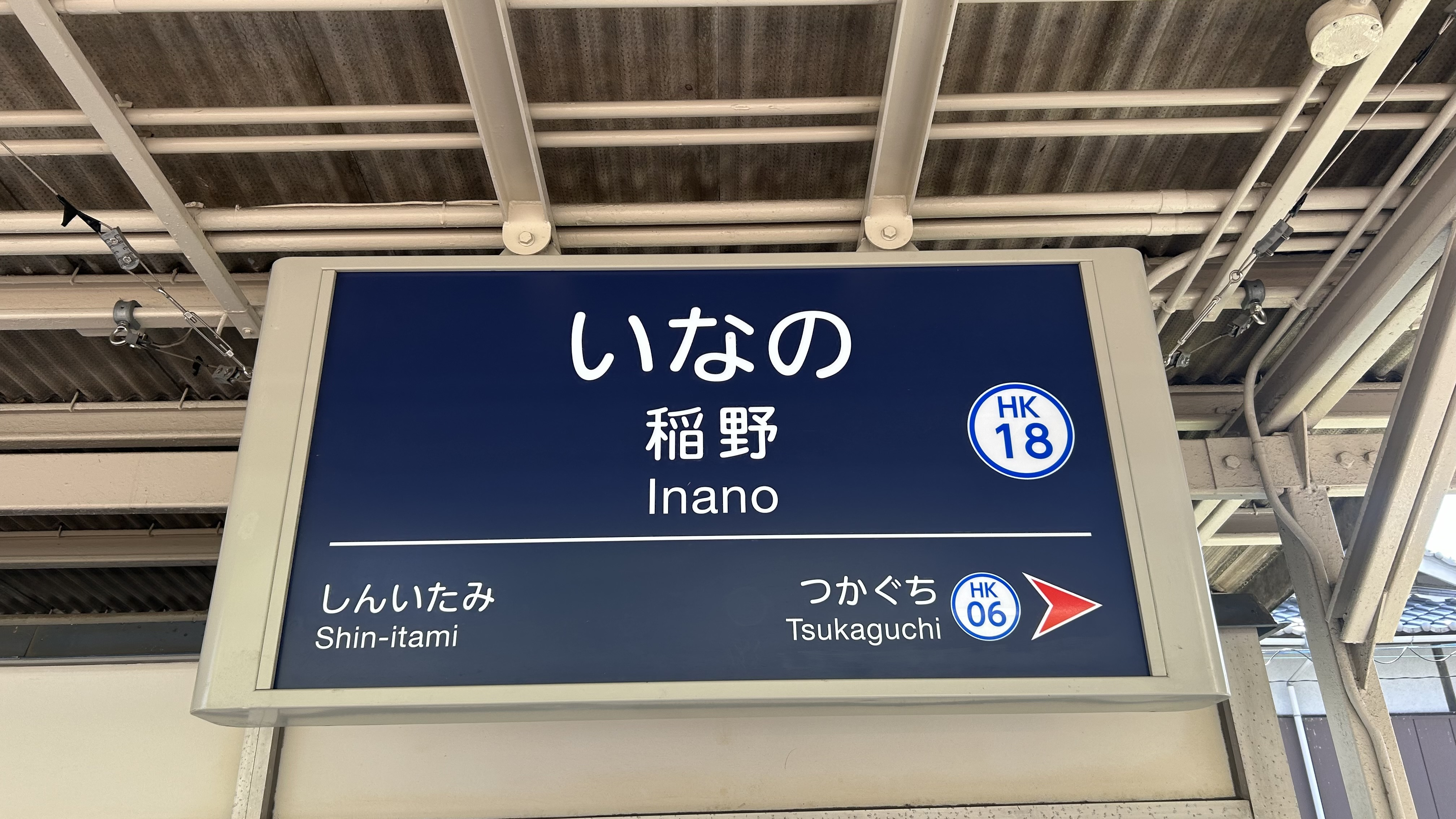
駅名標

## 利用状況
2023年の1日平均乗降人員は6,826人である。阪急電鉄の駅では第80位。
「伊丹市統計書」によると、近年の当駅における1日の乗降人員は以下の通り。
| 年次               | 特定日   | 特定日   | 特定日   | 通年平均 |
| 年次               | 調査日   | 乗降人員 | 乗車人員 | 乗降人員 |
| ------------------ | -------- | -------- | -------- | -------- |
| 2005年（平成17年） | 11月08日 | 8,998    | 4,531    | -        |
| 2006年（平成18年） | 11月14日 | 8,846    | 4,428    | -        |
| 2007年（平成19年） | 11月13日 | 9,282    | 4,597    | -        |
| 2008年（平成20年） | 11月13日 | 9,005    | 4,451    | -        |
| 2009年（平成21年） | 11月10日 | 9,090    | 4,336    | -        |
| 2010年（平成22年） | 11月09日 | 7,200    | 3,620    | -        |
| 2011年（平成23年） | 11月08日 | 7,708    | 3,840    | -        |
| 2012年（平成24年） | 11月13日 | 8,102    | 4,035    | -        |
| 2013年（平成25年） | 11月13日 | 8,132    | 4,008    | -        |
| 2014年（平成26年） | 11月04日 | 7,097    | 3,525    | -        |
| 2015年（平成27年） | 11月10日 | 8,138    | 4,034    | -        |
| 2016年（平成28年） | 11月15日 | 8,383    | 4,178    | -        |
| 2017年（平成29年） | 11月7日  | 7,834    | 3,918    | 7,654    |
| 2018年（平成30年） | 11月13日 | 8,808    | 4,403    | -        |
| 2019年（令和元年） | 11月12日 | 8,887    | 4,450    | 7,826    |
| 2020年（令和2年）  |          |          |          | 5,910    |
| 2021年（令和3年）  |          |          |          | 5,817    |

## 駅周辺
駅が開設された時点では人家もまばらであったが、1925年に駅の西南で阪急による住宅地「稲野住宅地」が売り出されてからは沿線人口が増加、現在は閑静な住宅地となっている。
駅の西口には小規模なロータリーがあり、その奥には公園がある。さらにロータリーに面して交番があったが、駅西の五合橋線沿いに移転している。ロータリーから西とその先にある南北の道路は『いなの商店街』となっており、主に地元住民が営む個人商店が軒を連ねている。
塚口方面ホームの改札口から南の線路沿いには駐輪場があったが、のちに駅前のマンションの地下にその機能を移している（線路沿いには整理番号や区画線が残っている）。かつて塚口方面ホームの前には売店の「ラガールショップ」があったが隣の新伊丹駅と同時期に撤退しており、跡地には清涼飲料水の自動販売機が設置されている。
伊丹線内の各駅の中では唯一、周辺道路が狭隘なことから駅前にバス停留所が設けられておらず、バスに乗り換える場合は駅から北へ150メートルほどの兵庫県道336号線に面した場所にある伊丹市バスの御願塚停留所まで行く必要がある。
福知山線（JR宝塚線）猪名寺駅は当駅から東に約700メートル程の距離である。
また、当駅の伊丹側では、山陽新幹線の高架橋と交差する。
- 稲野公園
- グンゼタウンセンター つかしん - 南東に徒歩4分（約300メートル）。JR猪名寺駅も最寄駅だが、南西に徒歩5分、約400メートルの距離にあるため、当駅からの方がやや近い。
- 兵庫県立尼崎稲園高等学校
- エディオン 塚口店
- ダイハツ工業 研修センター
- 関西キユーポート（旧・キユーピー 伊丹工場）[6] - 以上の各施設は、駅東の産業道路沿いにある。
- 関西スーパー 稲野店
- 洋服の青山 伊丹稲野店 - 以上の各施設は、駅西の五合橋線沿いにある。
- 三菱電機 伊丹製作所（駅東側）・グラウンド（駅西側）
- 伊丹市立生涯学習センター（ラスタホール）
  - 伊丹市立図書館 南分館
- いなの商店街
- 伊丹稲野郵便局
- 池田泉州銀行 稲野支店（旧・池田銀行店舗）
- 尼崎信用金庫 稲野支店
- 御願塚古墳[2]
- 鉱物&カフェ Mineral Muru

## 隣の駅
阪急電鉄
■伊丹線
塚口駅 (HK-06) - 稲野駅 (HK-18) - 新伊丹駅 (HK-19)